# Lazy jack

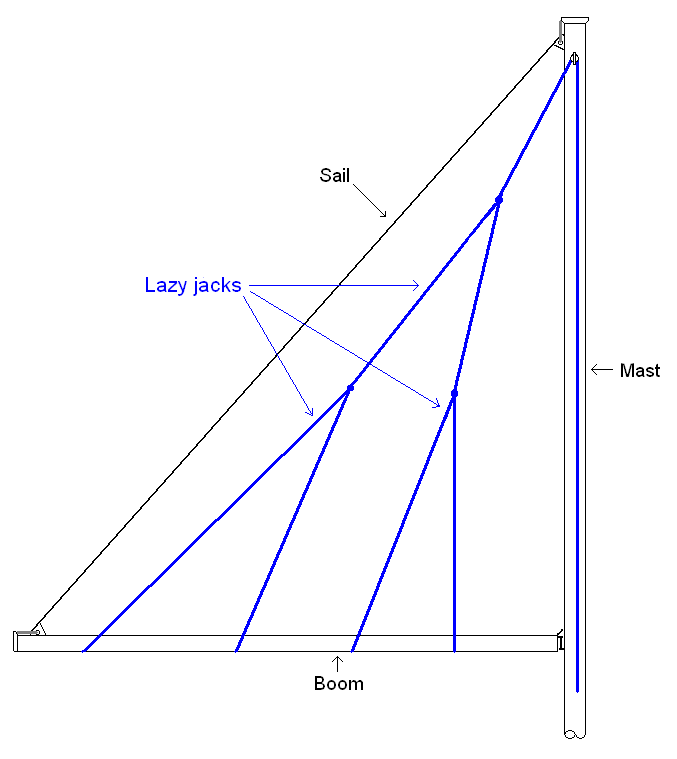
przykładowy przebieg lazy jacków

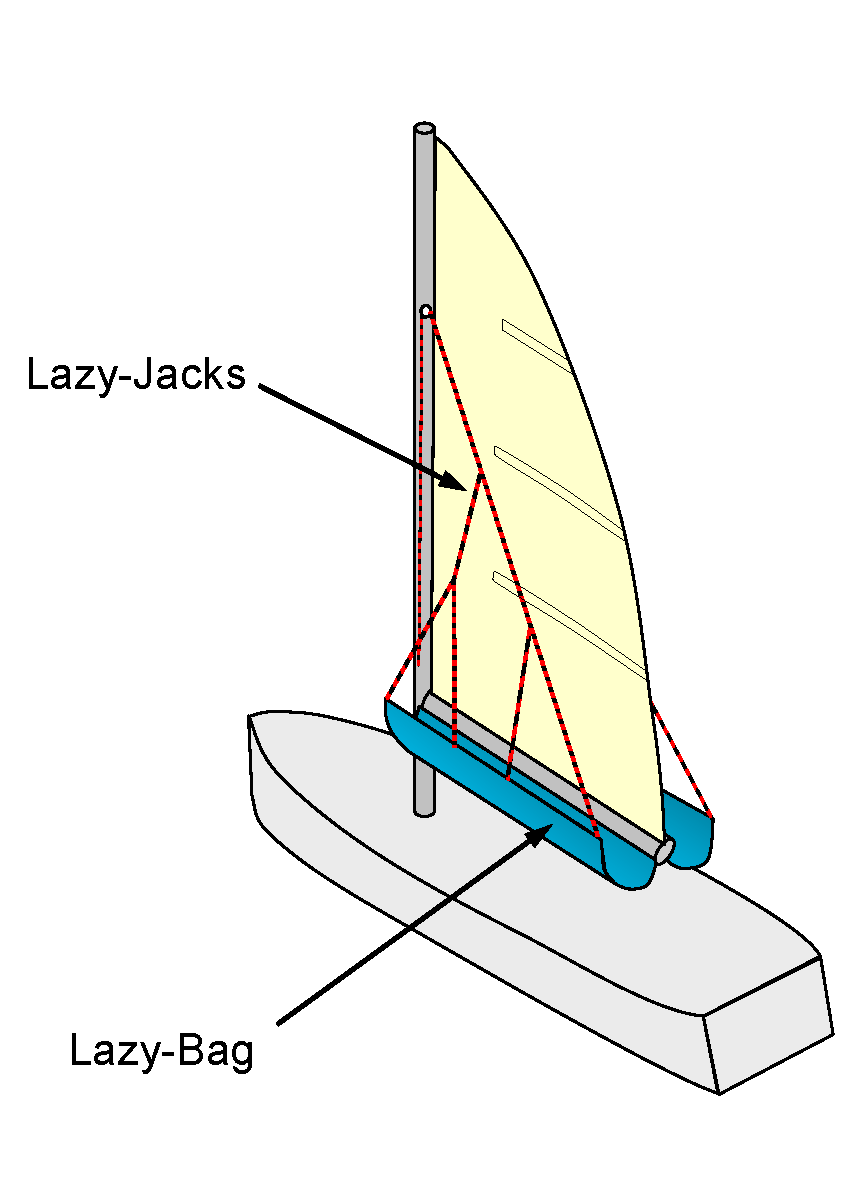
lazy jacks i lazy bag

Lazy jacks – wym. /ˈleɪzi dʒæks/ (ang. - lazy – leniwy, jack – podnośnik) – system linek olinowania ruchomego stosowany na jednostkach o ożaglowaniu skośnym. Lazy jacki podczas zrzucania żagla zabezpieczają jego płótno przed wywiewaniem na zawietrzną. Ułatwia to sprzątanie żagli przymasztowych (np. grotżagla, bezanżagla, fokżagla na szkunerze itp.)
Na jednostkach z ożaglowaniem gaflowym
liny te biegną parami od każdej z dwóch direk w dół do obu stron bomu. Zwykle stosuje się dwie, trzy lub więcej (czasem rozgałęzionych) par w poziomym oddaleniu jedna para od kolejnej.
Na jednostkach o ożaglowaniu bermudzkim
lazy jacki to dwa symetryczne zestawy rozgałęzionych linek o przebiegu podobnym do direk. Linki każdego zestawu biegną od knag w dolnej części masztu w górę poprzez bloki zwrotne zamocowane na maszcie i dalej po rozgałęzieniu się (zwykle z użyciem bloczków lub pierścieni), biegną do zamocowań wzdłuż obu stron bomu. Jeżeli stosowany jest tzw. lazy bag, (czyli dwudzielny pokrowiec na żagiel) końce rozgałęzień mocowane są nie wzdłuż bomu, a wzdłuż brzegów tego pokrowca. Po zrzuceniu żagla pokrowiec zamykany jest na zamek błyskawiczny lub (rzadziej) sznurowany. Dzięki zastosowaniu lazy baga nie ma potrzeby sejzingowania żagla do bomu. Lazy jacki do pewnego stopnia mogą zastępować topenantę.
Wadę tego systemu stanowi fakt, że podczas stawiania żagla trudno uniknąć zaczepiania się głowicy żagla i/lub zewnętrznych końców listew usztywniających żagiel o lazy jacki. Nawet prowadzenie jednostki dokładnie w linii wiatru - co możliwe jest jedynie przy użyciu napędu mechanicznego - nie daje gwarancji, że łopoczący żagiel nie zaczepi się. Lazy jacki mogą z kolei zaczepiać się o elementy takielunku np. o salingi. Można uniknąć tych niedogodności przed stawianiem żagla całkowicie luzując oba, albo jedynie zawietrzny lazy jack i napiąc go wzdłuż bomu i masztu. Ten sposób stawiania żagla trudniej zastosować jeżeli wraz z lazy jackami stosowany jest również lazy bag.